# Carlo Emilio Bonferroni

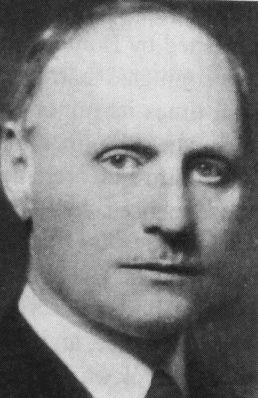
Carlo Emilio Bonferroni

Carlo Emilio Bonferroni (ur. 1892, zm. 1960) – włoski matematyk i statystyk. Od jego nazwiska pochodzą nazwy dwóch procedur statystycznych: poprawka Bonferroniego oraz poprawka Holma–Bonferroniego.